# 小野武夫
小野 武夫（おの たけお、1883年（明治16年）8月3日 - 1949年（昭和24年）6月5日）は、日本の農業経済学者。法政大学教授。専門は農民経済史。

## 人物・生涯
大分県で生まれる。1901年に大分県立農学校を卒業して代用教員となり、数年後には日露戦争に従軍する。1906年に上京し、農商務省に勤務しながら、1912年7月に法政大学専門部政治学科を卒業する。
1913年に帝国農会に入り、次いで1920年に農商務省に移って永小作慣行の本格的な調査を行なう。その調査結果は1924年に「永小作論」として刊行され、その精緻な研究は当時の学界から高く評価された。1925年に「郷士制度史論」によって農学博士（東京帝国大学）。
1925年に東京商科大学の講師となり、1931年法政大学教授に就任。また、社会経済史学会創立の発起人の一人でもある。墓所は多磨霊園。

## 業績
近世・近代日本の農業史の基礎を築いた人物であり、農民経済史の広い分野を研究対象にし、歴史を民衆の側から見ることを始めた一人である。また、収集した膨大な史料を『近世地方経済史料』・『日本農民史料聚枠』・『徳川時代百姓一揆叢談』として刊行した業績は大きい。
なお、鹿児島大学附属図書館に、小野文庫として農業経済・農業史・地方史を中心とする図書コレクション4127冊が収められている。

## 著作物

### 著書
- 『村の辻を往く』（民友社、1926）
- 『旧佐賀藩の均田制度』（岡書院、1928）
- 『維新農民蜂起譚』（改造社、1930）
- 『維新農村社会史論』（刀江書院、1932）
- 『郷土経済史研究提要』（時潮社、1934）
- 『佐藤信淵』（三省堂、1935）
- 『日本近世饑饉志』（学芸社、1935）
- 『日本兵農史論』（有斐閣、1942）
- 『日本村落史概説』（岩波書店、1942）
- 『日本農業起源論』（日本評論社、1942）
- 『農村社会史論講巌』（松堂書店、1942）
- 『日本庄園制史論』有斐閣 (1943)
- 『西洋農業経済史研究―小野武夫博士還暦記念論文集』（日本評論社、1948）
- 『明治前期土地制度史論』（有斐閣、1948）
- 『地租改正史論』（大八洲出版、1948）
- 『東洋農業経済史研究』（日本評論社、1948）
- 『日本村落史考』（穂高書房、1948）
- 『維新農民一揆の相貌』（学能協会、1949）
- 『近代日本農村発達史論』（穂高書房、1950）
- 『日本農民史語彙』（刀江書院、1970）
- 『明治大正農政経済名著集 15 永小作論』（農山漁村文化協会、1977）

### 編集
- 『徳川時代百姓一揆叢談（上・下）』（刀江書院、1927）
- 『近世地方経済史料（第1-10巻）』（近世地方経済史料刊行会、1931）
- 『日本農民史料聚粋第（1-11巻）』（巌松堂書店、1941）

### 監修
- 『農村問題辞典』（非凡閣、1934）